# MDA-Omnibusbahnhof Krakau

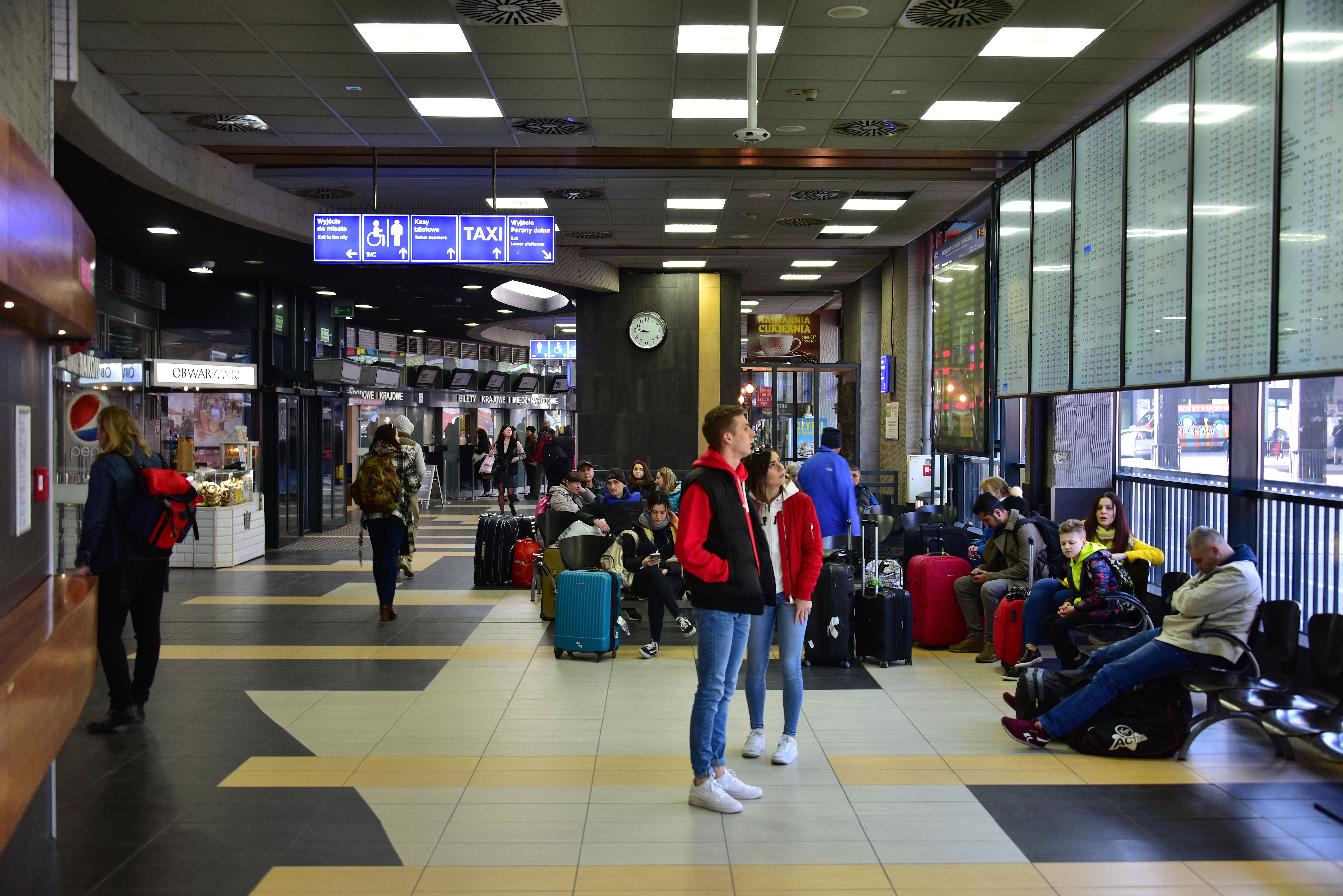
Warteraum mit Kassen im ZOB

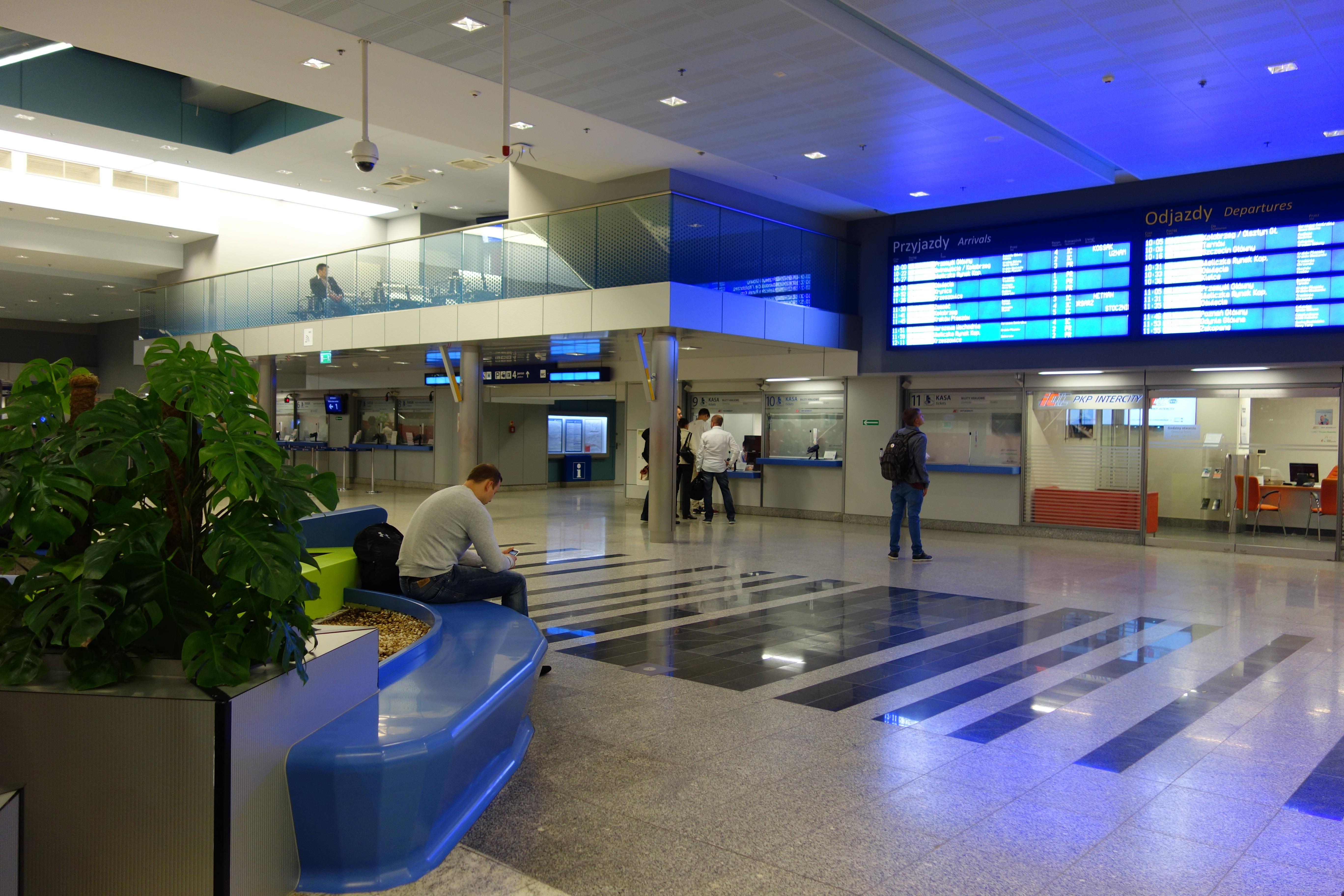
Unterführung zum Hauptbahnhof und der Stadtbahn

Der Dworzec MDA w Krakowie (de: MDA-Omnibusbahnhof Krakau) ist der Zentrale Omnibusbahnhof (ZOB) der polnischen Stadt Krakau in der Woiwodschaft Kleinpolen. MDA steht für Małopolskie Dworce Autobusowe, zu deutsch: Omnibusbahnhöfe in der Woiwodschaft Kleinpolen. Er besitzt 32 Bussteige auf zwei Ebenen. Fernbusse verkehren vom ZOB in alle größeren Städte Polens und Europas.

## Lage
Der ZOB befindet sich zentral an der ulica Bosniacka in unmittelbarer Nachbarschaft zum westlich gelegenen Hauptbahnhof Krakau.  Das Parkhaus befindet sich auf dem Dach des Hauptbahnhofs bzw. der Galeria Krakowska. Die Altstadt von Krakau ist auf der anderen Seite des Hauptbahnhofs gelegen und durch eine Unterführung fußläufig vom ZOB erreichbar.

## Geschichte
Der erste ZOB in Krakau entstand 1929 auf dem plac św. Ducha. Er wurde 1950 auf den plac Zgody westlich des Hauptbahnhofs verlegt. Der heutige ZOB entstand 2005 als Teil des  KCK (Krakowskie Centrum Komunikacyjne, zu deutsch: Krakauer Kommunikationszentrum), als die Galeria Krakowska an der Stelle des damaligen ZOB gebaut wurde. Bauunternehmer war das Unternehmen Budimex-Dromex S.A. und die Baukosten betrugen 24 Millionen Złoty. Er wird seit 2013 von dem Unternehmen Małopolskie Dworce Autobusowe S.A. verwaltet.

## Warteraum
Es gibt zwei Wartehallen. Die größere ist tagsüber von 6 Uhr bis 22 Uhr geöffnet. Die kleinere ist durchgängig für Passagiere geöffnet. Beide Ebenen sind mit Aufzügen, Rolltreppen und Treppen verbunden.

## Verkehrsanbindung
Der ZOB ist mit dem Hauptbahnhof sowie der Stadtbahn Krakau Krakowski Szybki Tramwaj (Haltestelle Dworzec Główny Tunel zu deutsch: Hauptbahnhof Tunnel) durch eine Unterführung verbunden. Unweit der unteren Ebene des ZOB an der ulica Wita Stwosza befindet sich eine Bushaltestelle des Krakauer Stadtverkehrs. Von dort fahren Linienbusse unter anderem den Flughafen Krakau an. Die Fahrtzeit beträgt ungefähr vierzig Minuten. Private Shuttles fahren vom ZOB auch den Flughafen Katowice an. Die Fahrtzeit beträgt ungefähr eineinhalb Stunden und der Fahrschein kostet je nach Anbieter ungefähr zehn Euro. In der Nähe des ZOB gibt es auch Haltestellen der Krakauer Straßenbahn an den Straßen ulica Pawia und ulica Lubicz.